# Frontenas
Ne doit pas être confondu avec Frontonas, commune de l'Isère
Frontenas est une commune française située dans le département du Rhône, en région Auvergne-Rhône-Alpes.

## Géographie

### Localisation
|       | Theizé    |         |
| Moiré | Frontenas | Alix    |
|       | Bagnols   | Charnay |

### Climat
Pour des articles plus généraux, voir Climat d'Auvergne-Rhône-Alpes et Climat du Rhône.
En 2010, le climat de la commune est de type climat océanique dégradé des plaines du Centre et du Nord, selon une étude du Centre national de la recherche scientifique s'appuyant sur une série de données couvrant la période 1971-2000. En 2020, Météo-France publie une typologie des climats de la France métropolitaine dans laquelle la commune est exposée à un climat de montagne ou de marges de montagne et est dans la région climatique  Nord-est du Massif Central, caractérisée par une pluviométrie annuelle de 800 à 1 200 mm, bien répartie dans l’année. 
Pour la période 1971-2000, la température annuelle moyenne est de 11,2 °C, avec une amplitude thermique annuelle de 17,4 °C. Le cumul annuel moyen de précipitations est de 844 mm, avec 9,9 jours de précipitations en janvier et 7 jours en juillet. Pour la période 1991-2020, la température moyenne annuelle observée sur la station météorologique de Météo-France la plus proche, « Le Breuil », sur la commune du Breuil à 4 km à vol d'oiseau, est de 11,6 °C et le cumul annuel moyen de précipitations est de 749,8 mm,. Pour l'avenir, les paramètres climatiques de la commune estimés pour 2050 selon différents scénarios d'émission de gaz à effet de serre sont consultables sur un site dédié publié par Météo-France en novembre 2022.

## Urbanisme

### Typologie
Au 1er janvier 2024, Frontenas est catégorisée commune rurale à habitat dispersé, selon la nouvelle grille communale de densité à sept niveaux définie par l'Insee en 2022.
Elle appartient à l'unité urbaine de Val d'Oingt, une agglomération intra-départementale regroupant neuf  communes, dont elle est une commune de la banlieue,,. Par ailleurs la commune fait partie de l'aire d'attraction de Lyon, dont elle est une commune de la couronne,. Cette aire, qui regroupe 397 communes, est catégorisée dans les aires de 700 000 habitants ou plus (hors Paris),.

### Occupation des sols
L'occupation des sols de la commune, telle qu'elle ressort de la base de données européenne d’occupation biophysique des sols Corine Land Cover (CLC), est marquée par l'importance des territoires agricoles (68,3 % en 2018), en diminution par rapport à 1990 (70,4 %). La répartition détaillée en 2018 est la suivante : 
zones agricoles hétérogènes (33,5 %), cultures permanentes (27,9 %), zones urbanisées (15,8 %), espaces verts artificialisés, non agricoles (12 %), prairies (6,8 %), forêts (3,9 %). L'évolution de l’occupation des sols de la commune et de ses infrastructures peut être observée sur les différentes représentations cartographiques du territoire : la carte de Cassini (XVIIIe siècle), la carte d'état-major (1820-1866) et les cartes ou photos aériennes de l'IGN pour la période actuelle (1950 à aujourd'hui).

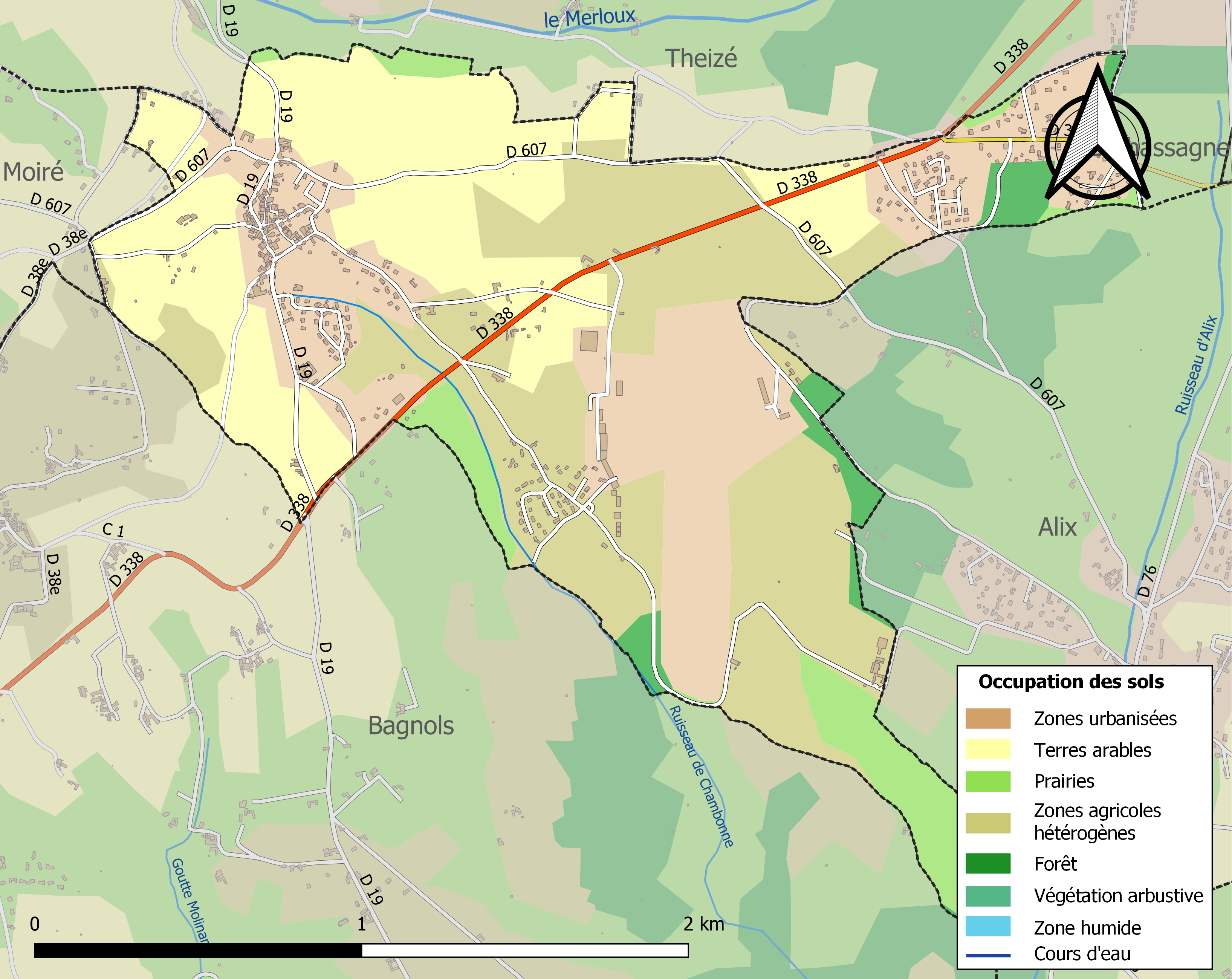
Carte des infrastructures et de l'occupation des sols de la commune en 2018 (CLC).

### Voies de communication et transports
L’aérodrome de Villefranche - Tarare est situé sur le territoire de la commune, au sud-est du village. La société DUC Hélices y a son siège.

## Histoire
Liste des habitants de Frontenas morts au champ d'honneur durant la première guerre mondiale. Ces noms figurent sur le monument présent dans l'église.
| Nom et Prénom          | Grade              |
| ---------------------- | ------------------ |
| BESSON PIERRE-MARIE    | Caporal            |
| GENEVOIS ANTOINE       |                    |
| LABROSSE JEAN-BAPTISTE |                    |
| MASCLET JACQUES-SIMON  |                    |
| MOREL JEAN             | Sapeur-Mineur      |
| OVISE CLAUDE           |                    |
| OVISE ANTOINE          |                    |
| PAIRE JOANNY-PÉTRUS    |                    |
| RIONDELET PIERRE-MARIE |                    |
| VERRIERE EMILE         | Maréchal des Logis |
| GUERRY GABRIEL         | Maître-Ouvrier     |
| POMMIER MARIUS         |                    |

## Politique et administration

### Administration municipale
| Période                                  | Période    | Identité            | Étiquette | Qualité |
| ---------------------------------------- | ---------- | ------------------- | --------- | ------- |
| mars 2001                                | avril 2014 | Christiane Genevoix |           |         |
| avril 2014                               | en cours   | Thomas Duperrier    |           |         |
| Les données manquantes sont à compléter. |            |                     |           |         |

### Intercommunalité
La commune fait partie de la communauté de communes Beaujolais-Pierres Dorées.

## Population et société

### Démographie
L'évolution du nombre d'habitants est connue à travers les recensements de la population effectués dans la commune depuis 1793. Pour les communes de moins de 10 000 habitants, une enquête de recensement portant sur toute la population est réalisée tous les cinq ans, les populations de référence des années intermédiaires étant quant à elles estimées par interpolation ou extrapolation. Pour la commune, le premier recensement exhaustif entrant dans le cadre du nouveau dispositif a été réalisé en 2006.

En 2022, la commune comptait 905 habitants, en évolution de +10,64 % par rapport à 2016 (Rhône : +3,93 %, France hors Mayotte : +2,11 %).
| 1793 | 1800 | 1806 | 1821 | 1831 | 1836 | 1841 | 1846 | 1851 |
| ---- | ---- | ---- | ---- | ---- | ---- | ---- | ---- | ---- |
| 246  | 282  | 273  | 280  | 303  | 303  | 303  | 319  | 330  |

| 1856 | 1861 | 1866 | 1872 | 1876 | 1881 | 1886 | 1891 | 1896 |
| ---- | ---- | ---- | ---- | ---- | ---- | ---- | ---- | ---- |
| 315  | 326  | 371  | 377  | 377  | 353  | 353  | 357  | 311  |

| 1901 | 1906 | 1911 | 1921 | 1926 | 1931 | 1936 | 1946 | 1954 |
| ---- | ---- | ---- | ---- | ---- | ---- | ---- | ---- | ---- |
| 295  | 304  | 290  | 241  | 242  | 227  | 284  | 269  | 280  |

| 1962 | 1968 | 1975 | 1982 | 1990 | 1999 | 2006 | 2011 | 2016 |
| ---- | ---- | ---- | ---- | ---- | ---- | ---- | ---- | ---- |
| 220  | 214  | 320  | 557  | 745  | 818  | 770  | 816  | 818  |

| 2021 | 2022 | - | - | - | - | - | - | - |
| ---- | ---- | - | - | - | - | - | - | - |
| 873  | 905  | - | - | - | - | - | - | - |

### Manifestations culturelles et festivités
Chaque année le village de Frontenas accueille la virade de l'espoir.

### Sports
La commune dispose d'un stade municipal, où évolue le Football Club de Frontenas.